# Percy (Illinois)
Percy – wieś w Stanach Zjednoczonych, w stanie Illinois, w hrabstwie Randolph.